# Mycotrupes pedester
Mycotrupes pedester es una especie de coleóptero de la familia Geotrupidae.

## Distribución geográfica
Habita en Florida (Estados Unidos).